# Roquecourbe-Minervois
Roquecourbe-Minervois település Franciaországban, Aude megyében. Lakosainak száma 140 fő (2022. január 1.). Roquecourbe-Minervois Castelnau-d’Aude, La Redorte, Montbrun-des-Corbières, Puichéric és Saint-Couat-d’Aude községekkel határos.

## Népesség
A település népessége az elmúlt években az alábbi módon változott:
| Lakosok száma | 120  | 110  | 111  | 119  | 116  | 121  | 132  | 136  | 131  | 140  |
|               | 1968 | 1982 | 1990 | 2006 | 2013 | 2015 | 2017 | 2019 | 2020 | 2022 |